# Rothselberg
Rothselberg ist eine Ortsgemeinde im Landkreis Kusel in Rheinland-Pfalz. Sie gehört der Verbandsgemeinde Lauterecken-Wolfstein an, innerhalb derer sie gemessen an der Einwohnerzahl die achtgrößte Ortsgemeinde darstellt.

## Geographie

### Lage
Rothselberg befindet sich im Nordpfälzer Bergland. Nachbargemeinden sind – im Uhrzeigersinn – Rutsweiler an der Lauter, Kreimbach-Kaulbach, Frankelbach, Sulzbachtal, Erzenhausen, Kollweiler, Jettenbach und Eßweiler. Zu Rothselberg gehören zusätzlich die Wohnplätze Hasselbacherhof, Sonnenhof und Achtfelderhof.

### Erhebungen und Gewässer
Der Ort liegt am Fuß des 545,1 Meter hohen Selberg.
Westlich des Siedlungsgebiets fließt in Süd-Nord-Richtung der Talbach. Mitten durch den Ort verläuft der Breitenbach; dessen Mündung in den Talbach liegt bereits jenseits der Gemeindegemarkung.

## Geschichte
Rothselberg wurde im Jahr 1377 erstmals urkundlich erwähnt. Es gehörte zum kurpfälzischen Amt Wolfstein und war Gerichtsort.
Von 1798 bis 1814, als die Pfalz Teil der Französischen Republik (bis 1804) und anschließend Teil des Napoleonischen Kaiserreichs war, war der Ort in den Kanton Wolfstein eingegliedert. 1815 gehörte die Gemeinde zunächst zu Österreich. Nach dem Wiener Kongress wurde er ein Jahr später dem Bayern zugeschlagen. Von 1818 bis 1862 gehörte Rothseelberg – so die damalige Bezeichnung – weiterhin dem Kanton Wolfstein an und war Bestandteil des Landkommissariat Kusel, das anschließend in ein Bezirksamt umgewandelt wurde.
1939 wurde der Ort in den Landkreis Kusel eingegliedert. Nach dem Zweiten Weltkrieg wurde Rothselberg innerhalb der französischen Besatzungszone Teil des damals neu gebildeten Landes Rheinland-Pfalz. Im Zuge der ersten rheinland-pfälzischen Verwaltungsreform wurde die Gemeinde 1972 Bestandteil der Verbandsgemeinde Wolfstein. Seit 2014 gehört der Ort zur Verbandsgemeinde Lauterecken-Wolfstein.

## Religion
Die Katholiken gehören zum Bistum Speyer und unterstehen dort dem Dekanat Kusel, die Evangelischen zur Protestantischen Landeskirche der Pfalz. Evangelischerseits ist die Gemeinde Sitz einer Pfarrei, die zusätzlich die Gemeinden Essweiler und Kreimbach-Kaulbach umfasst.

## Politik

### Bürgermeister
Christian Hemmer wurde 2024 Ortsbürgermeister von Rothselberg.
Sein Vorgänger war Rainer Mohr seit 2009. Da bei der Direktwahl am 26. Mai 2019 kein Bewerber angetreten war, erfolgte die anstehende Wahl des Bürgermeisters gemäß Gemeindeordnung durch den Rat. Dieser bestätigte im Juni 2019 einstimmig Rainer Mohr für weitere fünf Jahre in seinem Amt.
Mohrs Vorgänger Edgar Klein hatte das Amt 23 Jahre ausgeübt.

## Kultur

### Kulturdenkmäler
Vor Ort befinden sich insgesamt zwei Objekte, die unter Denkmalschutz stehen, darunter die protestantische Pfarrkirche, die in der ersten Hälfte des 14. Jahrhunderts erbaut wurde.

### Sonstige Bauwerke
Auf dem Selberg existiert seit 1969 der sogenannte Selbergturm.

## Wirtschaft und Infrastruktur

### Wirtschaft
Darüber hinaus bildete Rothselberg ein Zentrum des Westpfälzer Wandermusikantentums. Zeitweise lebten in der Gemeinde mehr als 200 Musikanten. Am 11. Januar 2019 öffnete letztmals das über 200 Jahre von sechs Generationen familiengeführte Gasthaus Hebel, genannt „Zum Spielmann“. Der Name erinnerte vermutlich an die Musikalität der ersten Hebel-Wirte.

### Verkehr
Durch Hinzweiler verlaufen die Landesstraßen 370 und 372.  Im Osten verläuft die Bundesstraße 270. Rothselberg ist über die Buslinie 274 des Verkehrsverbundes Rhein-Neckar, die den Ort mit Kusel und Wolfstein verbindet, an das Nahverkehrsnetz angeschlossen. In Kreimbach-Kaulbach ist ein Haltepunkt der Lautertalbahn.

### Tourismus
Der Selbergverein betreibt die im Gemeindegebiet liegende Selberghütte, die seit 1962 existiert und stets an Sonntagen geöffnet hat. Er ging nach 2010 aus der Rothselberger Ortsgruppe des Pfälzerwald-Vereins hervor. Eine Vorgängerhütte existierte ab 1914. Durch das Gemeindegebiet verläuft außerdem der Pfälzer Höhenweg.

## Persönlichkeiten

### Söhne und Töchter der Gemeinde
- Wilhelm Weißmann (1856–1937), Politiker
- Friedrich Wilhelm Hebel (1875–1931), Pädagoge, Volkskundler und Pfälzer Sagenforscher
- Otmar Hornbach (1930–2014), Unternehmer

### Personen, die vor Ort gewirkt haben
- Johannes Müller, reformierter Pfarrer, Sohn des Pfälzer Täufers Johann Peter Müller (1709–1796), war von 1707 bis 1714 in Rothselberg Pfarrer
- Rudolf Henn (1880–1955), Bildhauer, schuf das örtliche Kriegerdenkmal